# Walter Dahn
Walter Dahn (* 8. Oktober 1954 in St. Tönis; † 7. November 2024 in Köln) war ein deutscher Maler, Fotograf und Tonkünstler. Er gehörte zu den wichtigsten Vertretern der Jungen Wilden der 1980er Jahre. Dahn lehrte Malerei an der Hochschule für Bildende Künste Braunschweig.

## Leben
Von 1971 bis 1979 studierte Dahn an der Kunstakademie Düsseldorf, wo er Meisterschüler von Joseph Beuys war. Seine ersten Arbeiten waren Zeichnungen und Installationen im Raum 19 der Akademie. Bei seinen Werken lag der Fokus besonders auf dem Zeichnen, der Fotografie und der Erstellung von Videos und Super 8 Filmen. Von 1979 bis 1982 war er Mitglied der Künstlergemeinschaft Mülheimer Freiheit, der auch Hans Peter Adamski, Peter Bömmels, Jiří Georg Dokoupil, Gerard Kever und Gerhard Naschberger angehörten. Die jungen Künstler teilten sich ein Hinterhofatelier in der zum Rhein führenden Straße „Mülheimer Freiheit“ in Köln.
Der Durchbruch gelang ihm mit einer Ausstellung in der Torhausgalerie „Wenn das Perlhuhn leise weint“. 1981 war er in der Ausstellung der Rundschau Deutschland vertreten. Ab 1981 veröffentlichte er Tonträger unter den Projektnamen „Die Partei“, „Die Hornissen“ und „#9 Dream“. 1982 stellte Dahn einige seiner Werke bei der documenta 7 in Kassel aus. 1983 und 1984 erhielt er, zusammen mit Dokoupil, einen Lehrauftrag an der Kunstakademie Düsseldorf. Seit 1996 hat er eine Professur an der Hochschule für Bildende Künste Braunschweig inne. Bis 1984 schuf er Gemeinschaftsbilder mit Dokoupil. Im selben Jahr nahm er an der Ausstellung Von hier aus – Zwei Monate neue deutsche Kunst in Düsseldorf teil. 2003/2004 wurden seine Arbeiten bei Obsessive Malerei – Ein Rückblick auf die Neuen Wilden in Karlsruhe gezeigt.
Walter Dahn lebte und arbeitete in Köln. Dort starb er am 7. November 2024 im Alter von 70 Jahren. Er wurde am 23. November 2024 auf dem Kölner Zentralfriedhof Melaten beigesetzt.

## Darstellungen und Motive
Walter Dahns Bildmotive bestehen zunächst aus figürlichen Darstellungen oder Metamorphosen. So entstehen in der Weiterentwicklung oftmals deformierte menschliche Figuren. Des Weiteren ist seine Malerei durch Spontanität und eine Reduzierung auf das Wesentliche geprägt und weist dadurch Ähnlichkeiten zu den Werken von Beuys auf. Wiederkehrende Themen in seinen Werken sind hilflose, nackte Menschen oder Traum- und Wunschvorstellungen, beispielsweise die Rückbesinnung auf oder in die Natur sowie Sehnsüchte und Ängste des Menschen.

## Werke in Museen
- Salto Mortale von 1984 in der Neuen Galerie Kassel

## Ausstellungen (Auswahl)
| Einzelausstellungen bis 1994 - 1980: Galerie Paul Maenz in Köln - 1982: Galerie Max Hetzler in Stuttgart - 1983: Mary Boone Gallery in New York - 1985: Rheinisches Landesmuseum in Bonn (mit G. Dokoupil) - 1986: Kunsthalle in Basel - 1987: CCD-Galerie in Düsseldorf und im Neuer Aachener Kunstverein - 1989: Museum für Gegenwartskunst in Basel und im Kunstverein in München - 1990: Barbara Gladstone Gallery in New York - 1992: Kunstraum im PCC in Köln - 1994: Alles wird gut in der Kunsthalle in Kiel Weitere Ausstellungen und Ausstellungsbeteiligungen - 1981: Mühlheimer Freiheit im Museum in Groningen - 1982: documenta 7 in Kassel - Zeitgeist im Martin-Gropius-Bau in Berlin - Art Now in der Tate Gallery in London - 1984: von hier aus in den Messehallen in Düsseldorf - 1985: Tiefe Blicke im Hessischen Landesmuseum in Darmstadt - Rheingold Pall. d’Exposizione in Turin - 1986: Sie machen was sie wollen – junge Rheinische Kunst in Sofia - 1987: Wechselströme im Kunstverein in Bonn - 1989: Zeitzeichen in der Landesvertretung NRW, Bonn - Blickpunkte im Musée d’art contemporain de Montréal in Montreal - 1992: Auszeit der Demokratie in Köln-Kalk - 1993: Kunst im 20. Jahrhundert in der Städtischen Galerie in Wolfsburg - 2000: Make my paper sound beim Kunstverein in Braunschweig - 2002: Wahnzimmer im Museum Folkwang in Essen - 2003: El Regreso de los Gigantes Museo Nacional de Arte Decorativo in Buenos Aires - Obsessive Malerei – Ein Rückblick auf die Neuen Wilden ZKM in Karlsruhe - El Regreso de los Gigantes Museu de Arte Moderna in São Paulo - Expressiv! Fondation Beyeler in Basel - 2004: Für die Konstruktion des Unmöglichen in der European Kunsthalle in Köln - Stedelijk Museum Amsterdam at Usce Museum of Contemporary Art in Belgrad - Where are you standing? Kupferstichkabinett in Berlin - Relating to Photography Fotografie Forum international in Frankfurt - El Regreso de los Gigantes Museo Nacional de Bellas Artes in Santiago de Chile | - 2005: Stabile Seitenlage Neues Museum Weserburg in Bremen, im Kunsthaus in Dresden und in Galerie der Künstler in München - Modern Institute in Glasgow - Flashback Museum für Gegenwartskunst in Basel - hot needle (graphic works of the 1980s) in der City Gallery in Prag - State of the Art State of Sabotage in Wien - Exit – Ausstieg aus dem Bild ZKM in Karlsruhe - 2006: Deutsche Bilder aus der Sammlung Ludwig Ludwig in der Galerie Schloss Oberhausen - 2007: Through the morning – Through the night im Künstlerverein Malkasten in Düsseldorf - Six Daze on the Road im Raum für Kunst und Musik in Köln - Die Kunst zu sammeln im Museum Kunst Palast in Düsseldorf - 2011: Aller Zauber liegt im Bild im Museum Würth in Künzelsau - Sigmar Polke Begegnungen in der Klovenburg in Coesfeld - Fünf Freunde in Zürich im Schauort, Christiane Büntgen, Zürich - Remember what you saw Halle 10, Cap Cologne in Köln - MMK 1991–2011, 20 Jahre Gegenwart Museum für Moderne Kunst, Frankfurt/Main - I hate Paul Klee – Papierarbeiten und Künstlerbücher aus der Sammlung Speck im Leopold-Hoesch-Museum in Düren - The Silver Show – 25 Jahre NAK im Neuen Aachener Kunstverein in Aachen - 2008: Martian Museum of Terrestrial Art Barbican Art Gallery, London - Melancholie b-05. Centrum for Art and Design, Montabau. - 2010: Solaris in der Figge von Rosen Galerie in Köln - La Bonne Horse. Klasse Walter Dahn. Bonner Kunstverein, in Kooperation mit der Städtischen Galerie Delmenhorst - About Today Städtische Galerie in Wolfsburg - 2012: the name is BURROUGHS im ZKM Karlsruhe - Wasserstandsmeldung – 20 Jahre Kunstmuseum Bonn in Bonn - Der Mensch und seine Objekte Museum Folkwang, Essen - 2013: the name is BURROUGHS in den Deichtorhallen und der Sammlung Falckenberg in Hamburg - 2018/19: Die Erfindung der Neuen Wilden – Malerei und Subkultur um 1980, Ludwig Forum, Aachen Werke in öffentlichen Sammlungen - Sammlungen des Groninger Museums (Niederlande) - Neues Museum Weserburg, Bremen - Städtische Galerie Wolfsburg |

## Bücher und Ausstellungskataloge (Auswahl)
- Aspekte heutiger deutscher Kunst. Verein der Freunde der Neuen Galerie, Aachen 1983, DNB 840408382.
- mit Marcus Steinweg: The abandoned house. Salon-Verlag, Köln 1997, ISBN 3-932189-08-6.
- Spiritual America. König, Köln 1999, ISBN 3-88375-346-7.
- Goin’ back. Nassauischer Kunstverein, Wiesbaden 2001, ISBN 978-3-940099-19-8.
- Walter Dahn, Andreas Gehlen. Galerie Klein, Bad Münstereifel-Mutscheid 2002, DNB 965552381.
- Walther Dahn, about today – Photographie, Malerei, Skulptur. 1994–2009. König, Köln 2009, ISBN 978-3-86560-621-1.
- Walter Dahn, flowers & coffee. König, Köln 2011, DNB 1013654250.
- Diedrich Diederichsen: Walter Dahn - Have Love Will Travel : Arbeiten / Works 1986-2024. Hrsg.: Dorothee Sorge, Louis Barkow. Verlag der Buchhandlung Walther und Franz König, Köln 2014, ISBN 3-7533-0727-0.
- Johannes Brus, Oscar Perry,  Robin Winters: Walter Dahn. Petrichor. Arbeit mit Photographie. Verlag der Buchhandlung Walther und Franz König, Köln 2021, ISBN 978-3-7533-0098-6.

## Musikalische Veröffentlichungen (Auswahl)
- Helmut Zerlett, Walter Dahn: Rhythm and irrelevance. Warner Music Germany, Hamburg um 1994, DNB 35524022X.
- Walter Dahn & Hornissen: Honig und Dreck. Dieter Hoff, Köln um 2004, DNB 358918693.